# Timiriaziewskij (obwód czelabiński)
Timiriaziewskij (ros. Тимирязевский) – osiedle w Rosji, w obwodzie czelabińskim, w rejonie czebarkulskim. W 2010 liczyło 3559 mieszkańców.